# Zakaria Allaoui
Zakaria Allaoui, né le 5 avril 2006 à Fès (Maroc), est un footballeur marocain jouant au poste d'attaquant au MAS de Fes.

## Biographie

### En club
Natif de Fès, il intègre le centre de formation du MAS de Fes dès son plus jeune âge. Lors de la saison 2022-23, il fait ses premières apparitions dans les entraînement de l'effectif professionnel.

### En sélection
Zakaria Allaoui est appelé pour la première fois en sélection des moins de 17 ans par Saïd Chiba à l'occasion de la CAN des moins de 17 ans qui a lieu au printemps 2023 en Algérie,, dans un contexte de fortes tensions et incertitudes liées aux relations compliquées entre les deux voisins maghrébins,. Titulaire tout du long de la compétition, il permet aux siens de se qualifier pour la Coupe du monde grâce à ses remarquables prestations. Le 10 mai, il parvient à battre l'Algérie -17 ans en quarts de finale (victoire, 3-0). Il s'impose ensuite face au Mali pour atteindre la finale du tournoi,.Titulaire également en finale de la compétition face au Sénégal, les Marocains mènent au score à la mi-temps, avant que les Sénégalais reviennent au score en fin de match à Alger (défaite, 2-1),,.
Se préparant pour la Coupe du monde U17, il reçoit sa première sélection avec le Maroc -18 ans en octobre face à l'Angleterre -18 ans (défaite, 1-0). Le 23 octobre 2023, il est sélectionné sur la liste définitive de Saïd Chiba pour la Coupe du monde U17 en Indonésie. Il est éliminé en quarts de finale de la compétition, battu par le Mali -17 ans sur le score de 0-1.

## Palmarès

### En sélection
- Maroc -17 ans
  - Coupe d'Afrique des nations
    -  Finaliste en 2023